# David Kellner
David Kellner, född 1670 i Liebertwolkwitz, död den 6 april 1748, var en tysk-svensk tonsättare, organist, lutenist och klockspelare.

## Biografi
David Kellner var en skicklig lutspelare. Han var under stora nordiska kriget kapten i svensk tjänst och blev under kriget tillfångatagen av ryssarna. Kellner anställdes 1711 som klockspelare i Tyska kyrkan, Stockholm och senare även organist i Jakobs kyrka. Han utgav 1732 en lärobok,  Treulicher unterricht im generalbass, som kom i åtta upplagor och i svensk översättning 1739 av Jonas Londéen. Där är musikteorin för första gången helt byggd på dur- och molltonartern.

## Verk
Kellner komponerade kantaten Der frohlockende Parnassus (1720), fantasier, rondon med mera för luta. Han utarbetade också en svensk koralbok för organister.